# My Own Dance
My Own Dance è un singolo della cantautrice statunitense Kesha, pubblicato il 21 novembre 2019 come secondo estratto dal quarto album in studio High Road per il mercato australiano.

## Video musicale
Il video musicale è stato pubblicato in concomitanza con l’uscita del brano.